# Alle lieben Diggy
Alle lieben Diggy ist eine australische Zeichentrickserie, die zwischen 1997 und 1998 produziert wurde. 

## Handlung
Diggy ist der beste Freund der kleinen Daisy und sehr neugierig. Hat er sich einmal eine Sache in den Kopf gesetzt, will er diese auch durchziehen. Dafür reist er auch an viele verschiedene Orte und lässt sich von niemanden dabei aufhalten. Daisy ist allerdings meist nie weit entfernt, da sie dafür sorgt, dass das Schlimmste verhindert wird.

## Produktion und Veröffentlichung
Die Serie wurde zwischen 1997 und 1998 in Australien produziert. Dabei sind 13 Doppelfolgen entstanden. Regie führten Tony Ealey und Wally Micati und die Musik stammt von Clive Harrison.
Die deutsche Erstausstrahlung fand am 10. September 1999 auf dem Fernsehsender Junior statt. Weitere Ausstrahlungen erfolgten ebenfalls auf RTL II, Fix & Foxi und YFE TV und auf mehren Video-on-Demand-Angeboten.

## Episodenliste
| Folge | deutscher Titel                                       | englischer Titel                               |
| 1     | Darf ich vorstellen? / Super-Diggy                    | Meeting Miss Daisy / Digswell The Hero         |
| 2     | Sportlich! Sportlich! / Die Hunde-Olympiade           | Snowbound Hound / The Dog Olympics             |
| 3     | Dalmatino Rex / Schatzsuche                           | Funnybone / Doggone Desert                     |
| 4     | Diggy, der Stunthund / Captain Seebär                 | A Star Unleashed / Skull Diggery               |
| 5     | Der Herrscher der Welt / Ärger im Bermudadreieck      | Bermuda Triangles / Fiasco At The Earth’s Core |
| 6     | Der rasende Diggy / Auf zum Mars                      | Driven Dog Crazy / Mars Or Bust                |
| 7     | Gangsternachwuchs / Singe, wem Gesang gegeben         | Gangbusters / Paw-varotti                      |
| 8     | Er kam, fraß und siegte / Heulendes Inferno           | Kung Pooch / The Howling Inferno               |
| 9     | So ein Tonikum bringt (k)einen um / Wenn Hunde lieben | A Few Hollers More / Puppy Love                |
| 10    | Ein Ritter kommt selten allein / Renn Diggy, renn     | A Cauldron Of Chaos / Gone To The Dogs         |
| 11    | Auf der Flucht / Wie ein Hund im Wasser               | Jailbreak / Surf’s Pup                         |
| 12    | Der Aufstand der Postboten / Der König der Lüfte      | It’s A Dog’s Law / Loop The Loopy              |
| 13    | Diggy in Australien / Der Südpol ruft                 | Digswell Down Under / Dog Of The Antarctic     |